# 勤労ロードショー 〜LIVE IN JAPAN〜
『勤労ロードショー 〜LIVE IN JAPAN〜』（きんろうロードショー ライブ イン ジャパン）は、日本のロックバンド、UNICORNのライブ・アルバム。2009年12月23日。発売元はKi/oon Records。

## 概要
再始動を発表後、シングル2枚、アルバム3枚、DVD1枚をリリースし、全国ツアー「蘇える勤労」、夏フェス最多出演、川西50祭などノンストップで活動したユニコーン。本作はそんな2009年に行われたライヴ音源の中からベストテイクを厳選し収録したライブアルバム。2009年4枚目のアルバムリリースとなった。また、ライブアルバムは1994年の「THE VERY RUST OF UNICORN」以来15年ぶりの発表である。
タイトルは日本テレビ系「金曜ロードショー」のパロディ。
初回生産限定盤(2CD+DVD)、通常盤(2CD)、完全生産限定盤（2Blu-spec CD）の3タイプでの発売された。

## 収録曲

### Disc 1 【勤労の旅 DISC】
| 全編曲: UNICORN（#5、編曲: 笹路正徳、UNICORN）。 |                          |            |            |           |       |
| #                                                | タイトル                 | 作詞       | 作曲       | ボーカル  | 時間  |
| 1.                                               | 「ひまわり」             | 阿部義晴   | 阿部義晴   | 奥田民生  | 6:07  |
| 2.                                               | 「スカイハイ」           | 奥田民生   | 奥田民生   | 奥田民生  | 5:12  |
| 3.                                               | 「スターな男」           | 阿部義晴   | 奥田民生   | 奥田民生  | 3:58  |
| 4.                                               | 「黒い炎」               | 堀内一史   | 堀内一史   | 堀内一史  | 3:36  |
| 5.                                               | 「デーゲーム」           | 手島いさむ | 手島いさむ | 奥田民生  | 4:52  |
| 6.                                               | 「最後の日」             | 奥田民生   | 奥田民生   | 奥田民生  | 4:31  |
| 7.                                               | 「WAO!」                 | 阿部義晴   | 阿部義晴   | 阿部義晴  | 5:48  |
| 8.                                               | 「R&R IS NO DEAD」       | 阿部義晴   | 阿部義晴   | 阿部義晴  | 7:07  |
| 9.                                               | 「サラウンド」           | 奥田民生   | 奥田民生   | 奥田民生  | 5:52  |
| 10.                                              | 「車も電話もないけれど」 | 奥田民生   | 奥田民生   | 奥田民生  | 5:19  |
| 11.                                              | 「HELLO」                | 阿部義晴   | 阿部義晴   | 奥田民生  | 5:15  |
| 12.                                              | 「忍者ロック」           | 阿部義晴   | 阿部義晴   | 阿部義晴  | 4:17  |
| 13.                                              | 「開店休業」             | 阿部義晴   | 阿部義晴   | 奥田民生  | 3:54  |
| 合計時間:                                        | 合計時間:                | 合計時間:  | 合計時間:  | 合計時間: | 65:48 |

### Disc 2 【勤労の夏・G10ツの秋 DISC】
| 全編曲: UNICORN（#12、編曲: 笹路正徳、UNICORN）。 |                      |            |            |            |       |
| #                                                 | タイトル             | 作詞       | 作曲       | ボーカル   | 時間  |
| 1.                                                | 「ひまわり」         | 阿部義晴   | 阿部義晴   | 奥田民生   | 5:57  |
| 2.                                                | 「服部」             | 奥田民生   | 奥田民生   | 奥田民生   | 4:35  |
| 3.                                                | 「オッサンマーチ」   | 手島いさむ | 手島いさむ | 手島いさむ | 4:07  |
| 4.                                                | 「BLACKTIGER」       | 川西幸一   | 川西幸一   | EBI        | 3:39  |
| 5.                                                | 「自転車泥棒」       | 手島いさむ | 手島いさむ | 奥田民生   | 3:50  |
| 6.                                                | 「すばらしい日々」   | 奥田民生   | 奥田民生   | 奥田民生   | 4:35  |
| 7.                                                | 「R&R IS NO DEAD」   | 阿部義晴   | 阿部義晴   | 阿部義晴   | 6:47  |
| 8.                                                | 「ケダモノの嵐」     | 川西幸一   | 奥田民生   | 奥田民生   | 3:51  |
| 9.                                                | 「パープルピープル」 | 川西幸一   | 奥田民生   | 奥田民生   | 4:36  |
| 10.                                               | 「WAO!」             | 阿部義晴   | 阿部義晴   | 阿部義晴   | 5:36  |
| 11.                                               | 「ヒゲとボイン」     | 奥田民生   | 奥田民生   | 奥田民生   | 5:09  |
| 12.                                               | 「大迷惑」           | 奥田民生   | 奥田民生   | 奥田民生   | 5:15  |
| 13.                                               | 「HELLO」            | 阿部義晴   | 阿部義晴   | 奥田民生   | 5:17  |
| 合計時間:                                         | 合計時間:            | 合計時間:  | 合計時間:  | 合計時間:  | 63:14 |

### Disc 3 初回特典DVD
- 「ユニコーンツアー2009 蘇える勤労」のアンコールパートの演目から、『人生は上々だ』の、演奏以外のMCなども収録したダイジェスト映像を収録。

| #  | タイトル                                     | 作詞 | 作曲・編曲 |
| -- | -------------------------------------------- | ---- | ---------- |
| 1. | 「MOVIE 14 「勤労ロードショー "人生劇場"」」 |      |            |

### 楽曲解説

#### Disc 1 【勤労の旅 DISC】
1. 「ひまわり」
2009.5.20 "ユニコーンツアー2009　蘇える勤労" 日本武道館。
2. 「スカイハイ」
2009.5.20 "ユニコーンツアー2009　蘇える勤労" 日本武道館。
3. 「スターな男」
2009.5.20 "ユニコーンツアー2009　蘇える勤労" 日本武道館。
4. 「黒い炎」
2009.5.22 "ユニコーンツアー2009　蘇える勤労の日々" 日本武道館。
5. 「デーゲーム」
2009.5.2 "ユニコーンツアー2009　蘇える勤労" さいたまスーパーアリーナ。
6. 「最後の日」
2009.5.2 "ユニコーンツアー2009　蘇える勤労" さいたまスーパーアリーナ。
7. 「WAO!」
2009.5.3 "ユニコーンツアー2009　蘇える勤労の日々" さいたまスーパーアリーナ。
8. 「R&R IS NO DEAD」
2009.5.3 "ユニコーンツアー2009　蘇える勤労の日々" さいたまスーパーアリーナ。
9. 「サラウンド」
2009.5.2 "ユニコーンツアー2009　蘇える勤労" さいたまスーパーアリーナ。
10. 「車も電話もないけれど」
2009.5.2 "ユニコーンツアー2009　蘇える勤労" さいたまスーパーアリーナ。
11. HELLO
2009.5.22 "ユニコーンツアー2009　蘇える勤労の日々" 日本武道館。
12. 「忍者ロック」
2009.5.3 "ユニコーンツアー2009　蘇える勤労の日々" さいたまスーパーアリーナ。
13. 「開店休業」
2009.5.3 "ユニコーンツアー2009　蘇える勤労の日々" さいたまスーパーアリーナ。

#### Disc 2 【勤労の夏・G10ツの秋 DISC】
1. 「ひまわり」
2009.9.21 "SHINKIBA JUNCTION 2009" 新木場 STUDIO COAST。
2. 「服部」
2009.9.21 "SHINKIBA JUNCTION 2009" 新木場 STUDIO COAST。
3. 「オッサンマーチ」
2009.9.21 "SHINKIBA JUNCTION 2009" 新木場 STUDIO COAST。
4. 「BLACKTIGER」
2009.8.2 "ROCK IN JAPAN FESTIVAL 2009" 国営ひたち海浜公園。
5. 「自転車泥棒」
2009.8.14 "J-WAVE LIVE 2000+9" 国立代々木競技場第一第体育館。
6. 「すばらしい日々」
2009.9.21 "SHINKIBA JUNCTION 2009" 新木場 STUDIO COAST。
7. 「R&R IS NO DEAD」
2009.9.21 "SHINKIBA JUNCTION 2009" 新木場 STUDIO COAST。
8. 「ケダモノの嵐」
2009.10.19 "川西幸一 生誕50年記念 チョットオンチー栄光の50年" 大阪城ホール。
9. 「パープルピープル」
2009.10.20 "川西幸一 生誕50年記念 チョットオンチー栄光の50年" 大阪城ホール。
10. 「WAO!」
2009.8.2 "ROCK IN JAPAN FESTIVAL 2009" 国営ひたち海浜公園。
11. 「ヒゲとボイン」
2009.8.14 "J-WAVE LIVE 2000+9" 国立代々木競技場第一第体育館。
12. 「大迷惑」
2009.8.14 "J-WAVE LIVE 2000+9" 国立代々木競技場第一第体育館。
13. 「HELLO」
2009.8.2 "ROCK IN JAPAN FESTIVAL 2009" 国営ひたち海浜公園。